# Soledad.com
Soledad.com es un largometraje de suspenso y ciencia ficción de 2007, bajo la dirección y coproducción de Antonio Landeo, con Ítalo Lorenzzi y Martín Landeo en el guion. Cuenta como protagonistas a Julián Legaspi y Clelia Francesconi. Fue estrenado el 12 de mayo de 2016 tras 9 años de espera.

## Sinopsis
En el sistema informático del Instituto Nacional de Sistemas, una mafia de hackers ha insertado un virus, el troyano. Ángel (Julián Legaspi), profesor de Nuevas Tecnologías, descubre el hecho y, tratando de solucionar el problema, se da cuenta de que la World Wide Web está a punto de colapsar. Todos los datos de la red podrían desaparecer. Solo existe una posibilidad para eliminar esa amenaza: entrar a la red. Junto a Ximena (Clelia Francesconi), estudiante diligente, y Alejandro (Alexis Villagra), dueño de VILSOL, empresa líder en Seguridad Informática, quienes cuentan con los conocimientos necesarios para deshabilitar el troyano, se sumergen en el mundo virtual.

## Elenco
Los actores que participan en esta película son:
- Julián Legaspi como Ángel.
- Clelia Francesconi como Ximena.
- Marcello Rivera como Miguel.
- Alexis Villagra como Alejandro.
- Carlos «Tomate» Barraza como Hacker.
- Julio Andrade como Alejandro.
- Antonio Arrué
- Enrique Victoria

## Producción
La cinta fue grabada en el año 2007 en algunas partes de Estados Unidos. En ella, contaría con la presencia de Clelia Francesconi, conocida actriz y presentadora de televisión, quién se suma al elenco.[cita requerida]

## Recepción
Tras 9 años de espera, fue estrenada comercialmente el 12 de mayo de 2016 en los cines peruanos. Gracias a ello, le permitió concursar en el Festival Internacional de Cine ese año.